# Morton Sobell
Morton Sobell (New York, 11 aprile 1917 – New York, 26 dicembre 2018) è stato un ingegnere statunitense, noto per essere stato coinvolto insieme a Julius Rosenberg e a sua moglie Ethel nel caso di spionaggio a favore dell'Unione Sovietica quando questa era un alleato degli Stati Uniti durante la seconda guerra mondiale. Condannato nel 1951 a 30 anni di reclusione pur dichiarandosi estraneo alla vicenda, fu rilasciato nel 1969 dopo aver scontato 17 anni e 9 mesi di carcere. Successivamente divenne un sostenitore delle cause progressiste con discorsi in pubblico e viaggiando all'estero. Nel settembre 2008 ammise per la prima volta in un'intervista al New York Times di aver dato segreti militari ai sovietici durante la seconda guerra mondiale e che Julis Rosenberg era coinvolto nello spionaggio ma non sua moglie Ethel..

## Biografia
Morton Sobell nacque a New York City da genitori ebrei, Louis e Rose Sobel, immigrati negli Stati Uniti nel 1906 dal piccolo villaggio di Belozerka, nell'allora impero russo (oggi in Ucraina). Frequentò le scuole pubbliche e la Stuyvesant High School, diplomandosi al City College di New York e poi laureandosi in ingegneria elettrica. Iniziò a lavorare nel 1939 a Washington, per il Navy Bureau of Ordnance. Nel 1943 fu assunto alla General Electric Company, una società che aveva importanti contratti per la difesa, a Schenectady, New York.
Secondo l'agente dell'NKGB Alexander Feklisov (1914-2007), Sobell fu reclutato come spia nell'estate del 1944, durante la seconda guerra mondiale, quando l'Unione Sovietica era diventata alleata degli Stati Uniti. "Sobell (…) è stato rinviato dal servizio militare attivo perché era un grande specialista nel suo campo. (…) Quando gli ho chiesto se poteva microfilmare i suoi documenti, ha risposto che non era un problema dato che conosceva abbastanza bene la fotografia. Al nostro prossimo incontro gli ho portato una macchina fotografica con gli accessori necessari e una piccola scorta di pellicole".
Nel giugno 1944, Max Elitcher (1918-2010), un amico di Sobell, affermò di essere stato chiamato da Julius Rosenberg, che aveva conosciuto un po' al college e non vedeva da sei anni. Elitcher poi dichiarerà: "Mi sono ricordato il nome, mi sono ricordato chi era, e lui ha detto che gli sarebbe piaciuto vedermi. È venuto dopo cena, e mia moglie era lì e abbiamo avuto una conversazione casuale. La moglie era poi uscita dalla stanza in quanto lui voleva parlarmi in privato". Rosenberg avrebbe affermato che molte persone stavano aiutando l'Unione Sovietica "fornendo informazioni riservate sull'equipaggiamento militare". Avrebbe anche aggiunto che Morton Sobell "lo stava aiutando in questo".
All'inizio di settembre 1944, Elitcher e sua moglie andarono in vacanza con Sobell e la sua fidanzata Helen Levitov. Elitcher raccontò al suo amico della visita di Rosenberg e della sua rivelazione che "anche tu, Sobell, lo stavi aiutando in questo". Secondo Elitcher, Sobell si arrabbiò molto e rispose che Rosenberg "non avrebbe dovuto menzionare il mio nome. Non avrebbe dovuto dirtelo". Elitcher affermò che Rosenberg aveva cercato di reclutarlo di nuovo nel settembre 1945.
Nel 1945 Sobell sposò Helen Levitov (1918–2002), madre di una figlia, Sydney Gurewitz, nata durante il suo precedente matrimonio. La nuova coppia ebbe ben presto un figlio, Mark.

### Fuga in Messico
Il 22 giugno 1950, dopo che David Greenglass, il fratello di Ethel Rosenberg, fu arrestato con l'accusa di spionaggio, Sobell e la famiglia si rifugiarono in Messico. Vivevano sotto falsi nomi. Sobell provò anche ad andare in Europa, ma senza documenti adeguati non fu in grado di partire. Il 16 agosto 1950, Sobell e la sua famiglia furono rapiti da uomini armati, portati al confine degli Stati Uniti e consegnati all'FBI che lo arrestò per aver cospirato con Julius Rosenberg nel violare le leggi sullo spionaggio.
Nel 1951 Sobell fu processato e giudicato colpevole insieme ai Rosenberg e condannato a 30 anni, entrambi i Rosenberg invece furono giustiziati. Molte furono in quegli anni le domande sollevate dagli intellettuali progressisti sui casi Rosenberg e Sobell. Helen Sobell cercò insieme ad altri di salvare i Rosenberg dall'esecuzione. E per più di 15 anni cercò di ottenere la libertà del marito con otto ricorsi contro la sua condanna ma senza successo. Durante questo periodo, Helen insegnò scienze presso la scuola privata Elizabeth Irwin nel Greenwich Village. Sobell fu inizialmente inviato ad Alcatraz per poi essere trasferito nel penitenziario di Lewisburg quando Alcatraz fu chiusa nel 1963.
Sobell fu rilasciato nel 1969 dopo aver scontato 17 anni e 9 mesi.

### Polemiche sulla condanna
La presunta innocenza di Sobell divenne motivo di profonda discussione tra gli intellettuali progressisti, che organizzarono un Comitato per garantire la giustizia per Morton Sobell. Nel 1978 la Corporation for Public Broadcasting produsse uno speciale televisivo in cui si sosteneva che Sobell fosse innocente delle accuse mosse del governo. La Monthly Review sostenne che il governo non aveva presentato "assolutamente alcuna prova" della colpevolezza di Sobell, ma lo aveva semplicemente processato "per dare l'impressione che fosse stata operativa negli Stati Uniti una vasta rete di spie".
Nel 1974, Sobell pubblicò un libro di memorie, On Doing Time, in cui sosteneva di essere innocente e che la sua condanna era un caso di giustizia sovvertita per soddisfare obiettivi politici. Dopo il suo rilascio dalla prigione, Sobell tenne discorsi in pubblico con il suo racconto di essere stato ingiustamente perseguito e condannato dal governo federale. Si recò anche nella Germania dell'Est, nell'Unione Sovietica, in Vietnam, a Cuba.
In una lettera al direttore di The Nation nel 2001, Sobell si definì una "spia condannata in buona fede".

### L'ammissione al New York Times
Nel settembre 2008, gli archivi statunitensi rilasciarono la maggior parte delle testimonianze del gran giurì sull'accusa del caso di cospirazione contro i Rosenberg e Sobell, in risposta a una causa del National Security Archive, di storici e giornalisti.
Sobell, che all'epoca aveva 91 anni e abitava nel quartiere di Riverdale del Bronx, fu intervistato come l'unica figura primaria sopravvissuta. E per la prima volta disse al New York Times di aver passato segreti militari ai sovietici durante la seconda guerra mondiale, quando erano considerati alleati degli Stati Uniti e stavano sopportando il peso maggiore degli attacchi tedeschi. Il giornalista chiese: era davvero una spia? Sobell rispose: "Sì, sì, sì, chiamalo così. Anche se non l'ho mai pensato in questi termini".
Sobell fece comunque una distinzione: disse di aver passato solo materiale sui radar difensivi e sui dispositivi di artiglieria. Quella fu la prima volta in cui ammetteva queste azioni. Il giornalista Sam Roberts sostenne che, secondo gli esperti militari, uno di quei dispositivi menzionati da Sobell nell'intervista era stato utilizzato in seguito contro gli aerei militari statunitensi durante le guerre di Corea e Vietnam. A quel tempo c'era la Guerra fredda e l'Unione Sovietica era considerata un nemico degli Stati Uniti. Sobell affermò anche che il suo coimputato Julius Rosenberg era stato coinvolto nello spionaggio, ma non lo era stata sua moglie Ethel.
Nel giugno 2018 disse al Wall Street Journal: "Ho corso sul cavallo sbagliato". Sobell morì all'età di 101 anni il 26 dicembre 2018. Era l'ultimo membro sopravvissuto dell'anello di spie del caso Rosenberg. La notizia venne tenuta nascosta per un mese.

## Vita privata
Nel 1945 Sobell sposò Helen Levitov, già madre di una figlia, Sydney Gurewitz. Dal matrimonio nacque un figlio Mark. La coppia divorziò nel 1980; Helen Sobell scomparve nel 2002 a 84 anni a Redwood City, California. Nel 1993 Sobell si risposò con Nancy Gruber, conosciuta tre anni prima e scomparsa nel 2018 pochi mesi prima di lui.